# TB Tvøroyri
TB Tvøroyri – najstarszy klub piłkarski na Wyspach Owczych i jeden z najstarszych w Królestwie Danii, założony w 1892 roku w miejscowości Tvøroyri. Dotychczas zdobył siedem tytułów mistrza archipelagu, a także pięć Pucharów Wysp Owczych.

## Historia
Chronologia nazw:
- 1892-2017: Tvøroyrar Bóltfelag

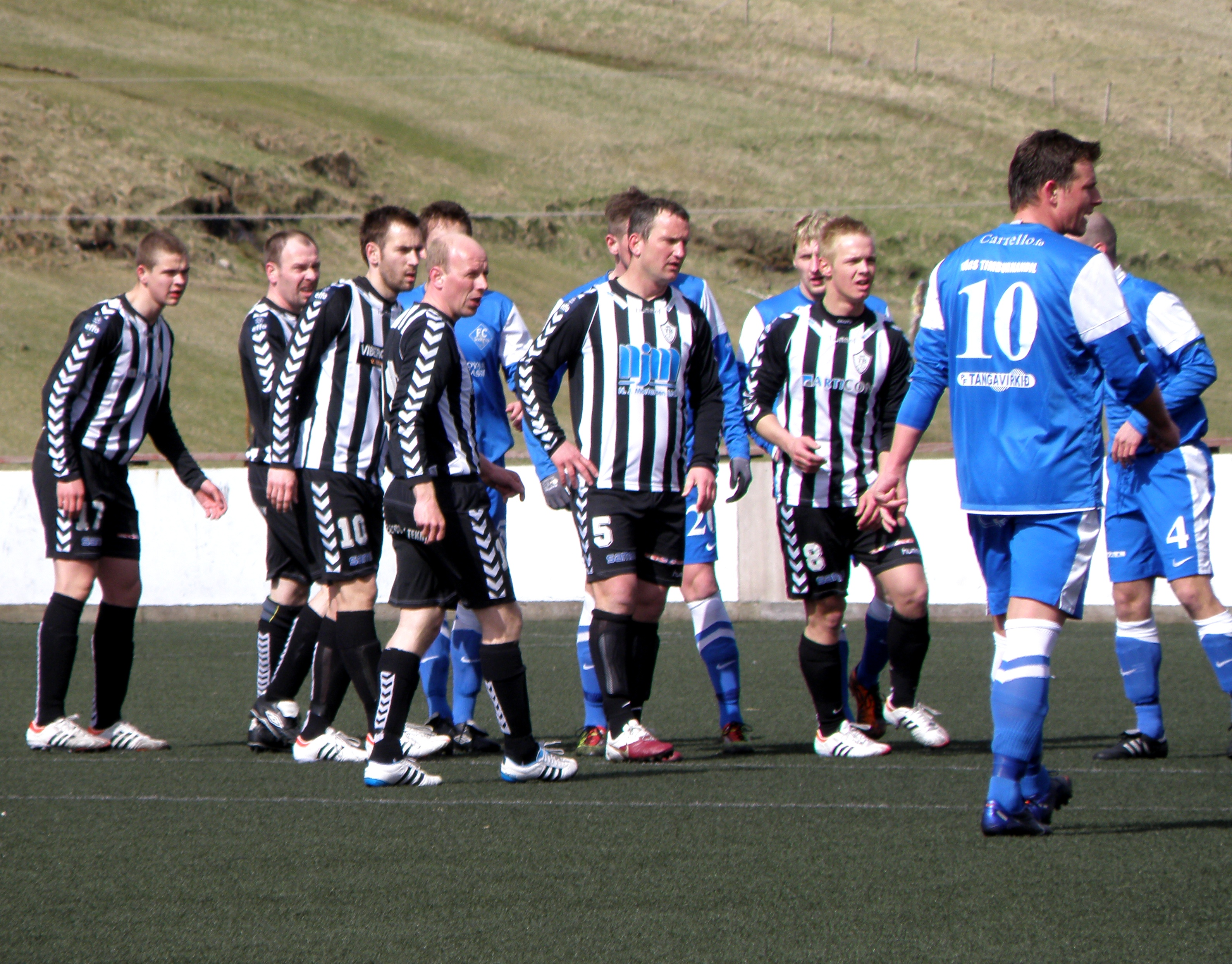
Gracze TB Tvøroyri w maju 2012.

- 2017-2018: TB/FCS/Royn - po fuzji z FC Suðuroy i Royn Hvalba
- 2018-: Tvøroyrar Bóltfelag

Klub TB Tvøroyri założyli 13 maja 1892 roku Poul Effersøe, Oliver Effersøe i Johan Mortensen. Początkowo występował w meczach towarzyskich rozgrywanych pomiędzy farerskimi klubami. Rozgrywki ligowe na Wyspach Owczych rozpoczęły się w roku 1942. TB Tvøroyri dotarł wówczas do finału, ulegając ostatecznie KÍ Klaksvík 1:4. Pierwszy tytuł mistrza archipelagu klub wywalczył rok później, wygrywając finałowy dwumecz przeciwko MB Miðvágur 3:2 (2:2, 1:0). Od tamtej pory zdobywał go później sześć razy.
Drużyna uczestniczy także od pierwszej edycji w rozgrywkach pucharowych. Pierwszy tytuł wywalczył w 1956 roku, zwyciężywszy z VB Vágur 5:2. Od tamtej pory klub triumfował w tych rozgrywkach cztery razy.
W 2011 roku Fótbóltssamband Føroya uznał, że stan starego stadionu Sevmýri nie spełnia wymagań seniorskich lig Wysp Owczych, dlatego TB Tvøroyri został zmuszony do gry na boisku pobliskiego klubu Royn Hvalba. W listopadzie tego samego roku rozpoczęto budowę nowego stadionu Við Stórá. Otwarcie opóźniło się, gdyż początkowo stadion nie posiadał krzesełek, a minimum wymagane przez Fótbóltssamband Føroya to 300 miejsc siedzących, dlatego kwietniowy mecz przeciwko B36 Tórshavn odbył się na stadionie w Vágur. Mecz inauguracyjny rozegrano 29 kwietnia 2012. Było to wygrane 1:0 spotkanie przeciwko ÍF Fuglafjørður. Honorowo pierwsze kopnięcie należało do Kristiana Olsena, osiemdziesięcioośmio letniego wówczas byłego zawodnika TB.

## Sukcesy

### Krajowe
- Mistrzostwa Wysp Owczych (7x): 1943, 1949, 1951, 1976, 1977, 1980, 1987
- Puchar Wysp Owczych:
  - Zdobywca (5x): 1956, 1958, 1960, 1961, 1977
  - Finalista (4x): 1962, 1971, 1978, 1981
- Mistrzostwo 1. deild (1x): 2001, 2004, 2014

### Indywidualne
- Król strzelców (1x):
  - 1980 - Olgarsson[10]

## Poszczególne sezony
Objaśnienia:
1. Zmiana nazwy na Formuladeildin ze względu na sponsora - Formula.
2. Zmiana nazwy na Effodeildin ze względu na sponsora - Effo.

## Obecny skład
Stan na 3 kwietnia 2016
| Nr | Poz. | Piłkarz                 |
| -- | ---- | ----------------------- |
| 1  | BR   | Boas Nitschke           |
| 30 | BR   | Joslain Mayebi          |
| 4  | OB   | Árni Rúnar Örvarsson    |
| 5  | OB   | Ragnar Joensen          |
| 11 | OB   | Eirikur Ellendersen     |
| 15 | OB   | Teitur Olsen            |
| 24 | OB   | Carl Mikkjal Bech       |
| 3  | PO   | Signar Olsen            |
| 6  | PO   | Rógvi Joensen (kapitan) |

| Nr | Poz. | Piłkarz               |
| -- | ---- | --------------------- |
| 7  | PO   | Teitur Justinussen    |
| 9  | PO   | Salmundur Bech        |
| 17 | PO   | Petur Mortensen       |
| 18 | PO   | Heini Mikal Mortensen |
| 21 | PO   | Ndende Adama Guéye    |
| 10 | NA   | Albert Adu            |
| 19 | NA   | Kofi Appiah           |
| 23 | NA   | Hervé Din Din         |
| 27 | NA   | Martin Midjord        |

## Dotychczasowi trenerzy
Następujący trenerzy prowadzili dotąd klub TB Tvøroyri
Stan na 3 kwietnia 2016
| Lp. | Imię i nazwisko         | Okres urzędowania | Okres urzędowania |
| --- | ----------------------- | ----------------- | ----------------- |
| 1.  | Flemming Blach          | 1966              | 1968              |
| 2.  | Sverre Midjord          | 1968              | 1972              |
| 3.  | Jørgen Kølleskov        | 1972              | 1973              |
| 4.  | Mannbjørn Mortensen     | 1973              | 1975              |
| 5.  | Peter Kordt             | 1975              | 1976              |
| 6.  | Kjartan Sigtryggsson    | 1976              | 1977              |
| 7.  | John Rødgaard           | 1977              | 1978              |
| 7.  | Kent Falkenvig          | 1978              | 1979              |
| 8.  | Henning Sejstrup Jensen | 1979              | 1981              |
| 9.  | Preben Rasmussen        | 1981              | 1982              |
| 10. | Frank Skytte            | 1982              | 1983              |
| 11. | Henrik Thomsen          | 1983              | 1984              |
| 11. | Sigmund Nolsøe          | 1983              | 1984              |
| 12. | Benadikt Valdisson      | 1984              | 1985              |
| 13. | John Rødgaard           | 1985              | 1986              |
| 14. | Egill SteinÞórsson      | 1986              | 1988              |
| 15. | Svend Petersen          | 1988              | 1989              |
| 16. | Hans Pauli Holm         | 1989              | 1990              |
| 17. | Per Henning Jensen      | 1990              | 1991              |
| 18. | Finn Røntved            | 1991              | 1993              |
| 19. | Dánjal Hofgaard         | 1993              | 1994              |
| 20. | Jacek Burkhardt         | 1994              | 1995              |
| 21. | Frank Skytte            | 1995              | wrzesień 1995     |
| 22. | Sigvald Steinkross      | wrzesień 1995     | 1996              |
| 23. | Rolf Christensen        | 1996              | ?                 |
| 24. | Zoran Pavlović          | ?                 | sierpień 1998     |
| 25. | Egill SteinÞórsson      | sierpień 1998     | 2000              |
| 26. | Lynge Nielsen           | 2000              | 2001              |
| 27. | Håkon Winther           | 2001              | czerwiec 2001     |
| 28. | Milan Cimburović        | czerwiec 2001     | 2002              |
| 29. | Zoran Mancić            | 2002              | maj 2002          |
| 30. | Lynge Nielsen           | maj 2002          | wrzesień 2002     |
| 31. | Jón Johannesen          | wrzesień 2002     | 2005              |
| 32. | Milan Milanović         | 2005              | 2006              |
| 33. | Oddbjørn Joensen        | 2006              | 2007              |
| 34. | Jan Nielsen             | 2007              | kwiecień 2007     |
| 35. | Milan Cimburović        | kwiecień 2007     | lipiec 2007       |
| 36. | Krzysztof Popczyński    | lipiec 2007       | 2008              |
| 37. | Krzysztof Popczyński    | 2008              | 2009              |
| 37. | Jón Johannesen          | 2008              | 2009              |
| 38. | Pól Joensen             | 2009              | 2010              |
| 39. | Jón Johannesen          | 2010              | listopad 2011     |
| 40. | Milan Kuljić            | listopad 2011     | grudzień 2012     |
| 41. | Hans Fróði Hansen       | grudzień 2012     | lipiec 2013       |
| 42. | Bill Mc. Leod Jacobsen  | lipiec 2013       | sierpień 2013     |
| 43. | Páll Guðlaugsson        | sierpień 2013     | październik 2015  |
| 44. | Robert Roelofsen        | październik 2015  | 6 czerwca 2016    |
| 45. | Sigfríður Clementsen    | 6 czerwca 2016    |                   |

## Statystyki
- Liczba sezonów w najwyższej klasie rozgrywkowej: 57 (1942–1946, 1949–1988, 1990–1996, 1998, 2002, 2005, 2012–2013, 2015–nadal)[12]
- Pierwsze zwycięstwo w najwyższej klasie rozgrywkowej: 1942 TB Tvøroyri - Royn Hvalba 5:0[3]